# Tomislav Antunović
Tomislav Antunović (Brčko, 20. prosinca 1943.), bosanskohercegovački i hrvatski poduzetnik.

## Životopis
Tomislav Antunović rođen je u Brčkom, mjestu Ulice 1943. godine. Oženio se 1965. za gospođu Luciju Antunović, otac je troje djece i ima desetero unučadi.
Cijeli život je privatnik. Svoj poslovni put započinje trgovinom, potom građevinskim strojevima, kamionima i bagerima. Prvu tvrtku osnovao je 1967. godine. Poslovanje pokreće u rodnom Brčkom nakon čega se širi na veći dio Europe. Nakon toga se u potpunosti počinje baviti naftnom industrijom. Svoju prvu benzinsku postaju otvara krajem osamdesetih u Brčkom. 
Danas kompanija Antunović i AGS ostvaruju 60 posto prihoda u izvozu, ujedno 79-postotni rast izvoznih prihoda. 
Prvi i jedini poduzetnik s ovih teritorija koji se bavio naftom u bivšoj državi i dijelu Europe, dok su sada glavna tržišta Hrvatska i BiH. 
Nedugo nakon, svoje poslovne ambicije širi na tradicionalnu i stabilnu industriju, na hotelijerstvo i ugostiteljstvo. Otvara hotele u Brčkom, Orašju, Sesvetama i zadnji u Zagrebu.
Za svoj rad i uspjehe tijekom godina dobiva razna priznanja, na europskoj i internacionalnoj razini. Šest priznanja dobio je za životno djelo, osamnaest nagrada i priznanja za biznis, managera godine i druge. 

Nebrojeno puta ga razni časopisi i drugi mediji spominju kao jednog od vodećih lidera privatnog poslovanja. Magazin Forbes uvrstio ga je nekoliko puta među prva četiri najbogatija čovjeka u BIH u koje nisu ušli prihodi i imovina iz RH.

## Vanjske povezice
- Tomislav Antunović